# World Resources Institute
Het World Resources Institute (WRI) is een internationale niet-gouvernementele organisatie die op onderzoek gebaseerde voorstellen doet voor een duurzaam beheer van natuurlijke hulpbronnen, als basis voor economische vooruitgang en menselijk welzijn. De belangrijkste rapporten van het instituut, bijvoorbeeld over duurzame voedselproductie of stadsontwikkeling, worden gepubliceerd onder de noemer World Resources Report.
Het World Resources Institute is als een non-profit gesticht in 1982, met financiële ondersteuning van de MacArthur Foundation, onder leiding van James Gustave Speth.  De organisatie werkt vanuit internationale kantoren in Brazilië, China, India, Indonesië, Mexico en de Verenigde Staten, en regionale bureaus in Ethiopië (voor Afrika) en Nederland (voor Europa). Het jaarlijks budget van de organisatie benaderde in 2018 100 miljoen dollar.

## Global Forest Watch
Binnen het WRI werd ook Global Forest Watch ontwikkeld. Het is een interactief instrument om per land en per jaar de netto-ontbossing te analyseren. Daarnaast werd een instrument ontwikkeld voor het in kaart brengen van natuurbranden.

## Aqueduct Water Risk Atlas
In 2011 werd op initiatief van het WRI de Aqueduct Alliance gevormd, een alliantie van grote bedrijven, overheden en organisaties in de watersector. De alliantie wil een bijdrage leveren voor het waterbeheer wereldwijd, door het verzamelen van watergerelateerde data, indicatoren en instrumenten, het opnemen van de factor “water” in de economische en financiële analyse, en het evalueren van de impact en de risico’s van waterschaarste voor de voedsel- en energievoorziening. Het WRI ontwikkelde de Aqueduct Water Risk Atlas, een interactief instrument om de waterstress per land in kaart te brengen.